# Майское Утро (Минусинский район)
Ма́йское У́тро — деревня в Минусинском районе Красноярского края. Входит в состав Жерлыкского сельсовета.

## География
Деревня расположена на берегах реки Боровая, на расстоянии примерно 38 км (по прямой) к востоку от Минусинска, административного центра района.
Климат
Климат характеризуется как резко континентальный, с продолжительной морозной зимой и коротким тёплым летом. Среднегодовая температура воздуха составляет −3,4°С. Средняя температура воздуха самого тёплого месяца (июля) составляет 16,9 °C; самого холодного (января) — −22,4 °C. Среднегодовое количество атмосферных осадков составляет 510 мм.

## История
В 1926 году в выселке Майское Утро имелось 6 хозяйств и проживало 27 человек (12 мужчин и 15 женщин). В национальном составе населения того периода преобладали русские. В административном отношении входил в состав Колмаковского сельсовета Минусинского района Минусинского округа Сибирского края.

## Население
| 2010 |
| ---- |
| 3    |

Половой состав
По данным Всероссийской переписи населения 2010 года в гендерной структуре населения мужчины составляли 66,7 %, женщины — соответственно 33,3 %.
Национальный состав
Согласно результатам переписи 2002 года, в национальной структуре населения русские составляли 100 % из 5 чел.